# Puerto Merizalde
Puerto Merizalde es un centro poblado ubicado en el Corregimiento XV - Puerto Merizalde en el distrito colombiano de Buenaventura. Se encuentra ubicado entre la selva tropical a 80km y a cuatro horas en lancha del principal puerto del pacífico de Colombia. Sus humildes viviendas de madera son habitadas por familias que sobreviven de la pesca que les ofrece las aguas del río Naya.